# Raoiella australica
Raoiella australica är en spindeldjursart som beskrevs av Womersley 1940. Raoiella australica ingår i släktet Raoiella och familjen Tenuipalpidae. Inga underarter finns listade i Catalogue of Life.